# Сорокин, Иван Евдокимович
Ива́н Евдоки́мович Соро́кин (2 августа 1934 — 1978, Москва) — советский футболист, выступавший на позициях защитника и полузащитника. Мастер спорта СССР.
С 1956 года выступал за «Спартак» Станислав. С 1958 года играл в команде класса «А» «Локомотив» (Москва), провёл свыше ста пятидесяти матчей. Серебряный призёр чемпионата СССР в 1959 году. Капитан команды в 1963—64 годах.
В 1965 году перешёл в калужский «Локомотив», с которым в 1966 году взял Кубок РСФСР.
Скончался в 1978 (по другим данным в 1974) году.